# Barei
Bárbara Reyzábal González-Aller, beter bekend als Barei (Madrid, 29 maart 1982), is een Spaans zangeres. Ze heeft Spanje vertegenwoordigd tijdens het Eurovisiesongfestival 2016 in Zweden met het nummer Say Yay!

## Biografie
Barei is geboren op 28 maart 1982. Ze is de dochter van Teresa González-Aller Monterde and Fortunato Reyzábal Larrouy. Haar vader overleed kort na haar geboorte. Ze heeft drie broers en zussen: Ignacio Jesús, Julián en Lourdes. Barei nam in 2001 deel aan het Internationaal Songfestival van Benidorm. Samen met Gonzalo Nuche vormde ze het duo Dos Puntos, dat aantrad met het nummer Abrazo del tiempo. Aanvankelijk eindigden de twee op de tweede plek, maar uiteindelijk gingen ze met de zegepalm aan de haal, nadat de winnaar gediskwalificeerd werd. Korte tijd later verhuisde ze naar Miami. Bij haar terugkeer naar de Spaanse hoofdstad begon ze te spelen in lokale concertzalen. In 2012 bracht ze haar eerste album uit, Billete para no volver. In 2015 volgde een tweede album. In datzelfde jaar duidde Radiotelevisión Española haar aan als een van de kandidaten voor de Spaanse preselectie voor het Eurovisiesongfestival 2016. Op de eerste dag in februari 2016 trad ze aan met het nummer Say yay! en won ze de nationale finale, waardoor ze haar vaderland mocht vertegenwoordigen op het festival, dat gehouden werd in de Zweedse hoofdstad Stockholm. Ze werd daar 22ste.